# Bistum Sapporo

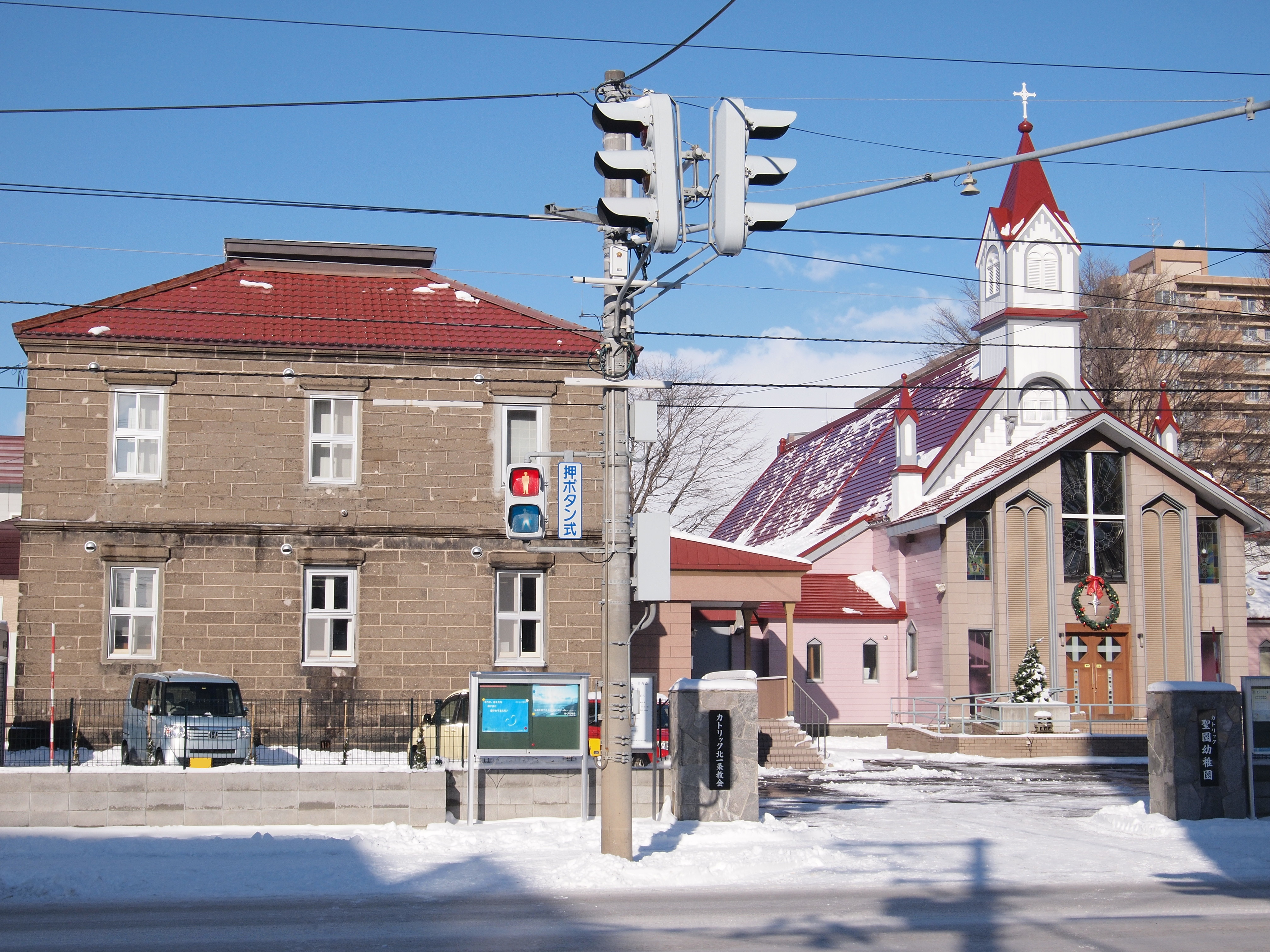
Kitaiciho-Kathedrale/Schutzengelkathedrale in Sapporo

Das Bistum Sapporo (lat.: Dioecesis Sapporensis, japanisch カトリック仙台教区, katorikku Sapporo kyōku) ist eine in Japan gelegene römisch-katholische Diözese mit Sitz in Sapporo.

## Geschichte
Papst Benedikt XV. gründete die Apostolische Präfektur Sapporo am 12. Februar 1915, aus Gebietsabtretungen des Bistums Hakodate. Mit dem Breve Ad animorum wurde es am 30. März 1929 zum Apostolischen Vikariat erhoben, das dem Erzbistum Tokio als Suffragandiözese unterstellt wurde.
Am 18. Juli 1932 verlor es einen Teil seines Territoriums für die Errichtung der Mission sui iuris Karafuto. Zum Bistum wurde es am 11. Dezember 1952 erhoben, das dem Erzbistum Tokio als Suffragandiözese unterstellt wurde.
Die Kitaiciho-Kathedrale (Kitaichijō Kyōkai), auch Schutzengelkathedrale, ist die Kathedrale des Bistums Sapporo. Die Kirche wurde 1952 von Papst Pius XII. zur Kathedralkirche erhoben.

## Territorium
Das Bistum Sapporo umfasst die Präfektur Hokkaidō, d. h. die gesamte Insel Hokkaidō.

## Ordinarien

### Apostolischer Präfekt von Sapporo
- Joseph Wenzel Kinold OFM (13. April 1915 – 30. März 1929)

### Apostolischer Vikar von Sapporo
- Joseph Wenzel Kinold OFM (30. März 1929 – November 1940)

### Bischöfe von Sapporo
- Benedict Takahiko Tomizawa (11. Dezember 1952 – 3. Oktober 1987)
- Peter Toshio Jinushi (3. Oktober 1987 – 17. November 2009)
- Bernard Taiji Katsuya (seit 22. Juni 2013)